# 山田真一 (文芸評論家)
山田 真一（やまだ しんいち、1963年 - ）は、日本の文芸評論家。東京生まれ。
シカゴ大学大学院博士課程修了し大学教員を経て、文化創造研究所を設立。
文化事業コンサルティングやマーケティング、シンポジウム、セミナー等を開催して現在に至る。

## メディアへの出演
2009年2月20日……NHK教育テレビ

## 著書
- 『アーツ・マーケティング入門』（水曜社）
- 『オーケストラのマーケティング戦略』（日本オーケストラ連盟）

| スタブアイコン | サブスタブ | この項目は、まだ閲覧者の調べものの参照としては役立たない、文人（小説家・詩人・歌人・俳人・作詞家・作家・放送作家・随筆家（コラムニスト）・文芸評論家）に関連した書きかけの項目です。この項目を加筆・訂正などしてくださる協力者を求めています（P:文学/PJ:作家）。 |